# Tuheitia Paki
Tuheitia Paki (ur. 21 kwietnia 1955 w Huntly, zm. 30 sierpnia 2024) – król Maorysów od 21 sierpnia 2006 do śmierci. 

## Życiorys
Był najstarszym synem królowej Te Atairangikaahu. W 2006 został wybrany na króla przez Radę Starszych (Maorysi nie mają bezpośredniego dziedziczenia tytułów królewskich).  Otrzymał oficjalny tytuł Tūheitia Pōtatau Te Wherowhero VII (Kīngi Tūheitia). Edukację otrzymał w Huntly i Bombay Hills w Nowej Zelandii. Przed otrzymaniem tytułu królewskiego zajmował się głównie promowaniem działań oświatowych wśród Maorysów. Był żonaty z Te Atawhai,z którą miał trójkę dzieci: Whatumoana, Korotangi i Naumai. Od 2011 był kawalerem Zakonu Świętego Łazarza z Jerozolimy.
Zmarł 30 sierpnia 2024, po operacji serca.